# Borsfleth
Borsfleth (niederdeutsch: Borsfleet) ist eine Gemeinde im Kreis Steinburg in Schleswig-Holstein.

## Geografie

### Lage
Das Gebiet der Gemeinde Borsfleth erstreckt sich auf dem südlichen Ufer der Stör an deren Mündung in die Elbe. Im Bereich der Feldmark nördlich vom namenstiftenden Dorf mündet die Kremper Au in die Stör. Naturräumlich ist das Gemeindegebiet der Haupteinheit Holsteinische Elbmarschen (Nr. 671) zugeordnet. Es liegt in dessen Teilgebiet Krempermarsch etwa fünf Kilometer nördlich von Glückstadt. Die Große Wettern fließt ebenfalls im Gemeindegebiet.

### Ortsteile
Die Gemeinde Borsfleth besteht siedlungsgeografisch aus den Ortsteilen des namenstiftenden Kirchdorfs und den sieben nachfolgend genannten Streusiedlungen:
- Borsflether Altendeich
- Borsflether Büttel
- Borsflether Wisch
- Borsflether Wischdeich
- Borsflether Siedfeld
- Eltersdorf
- Ivenfleth

### Nachbargemeinden
Unmittelbar anliegende Gemeindegebiete von Borsfleth sind:
| Wewelsfleth       | Bahrenfleth                                 |           |
| Wischhafen        | Kompassrose, die auf Nachbargemeinden zeigt | Krempe    |
| Blomesche Wildnis |                                             | Krempdorf |

### Geologie
Gebiete im Flussbett der Stör im Bereich der Einmündung in die Elbe sowie in westlicher Verlängerung auch in deren Flussbett sind Teil des europäischen NATURA 2000-Schutzgebietes FFH-Gebiet Schleswig-Holsteinisches Elbästuar und angrenzende Flächen.

## Geschichte

### Chronikabschnitt
Borsfleth wurde 1307 erstmals urkundlich erwähnt und besteht neben dem Kirchdorf aus den vier Duchten (Dorfschaften) Büttel, Wisch (1349), Eltersdorf (1360) und Ivenfleth (1230). Die eigentliche Gründung wird wohl weit in das 13. Jahrhundert zurückgehen, zumal Borsfleths Geschichte mit der Erwähnung eines Klosters verbunden ist, denn der Vorläufer des Zisterzienser-Nonnenklosters in Itzehoe hat sich auf einer noch heute vorhandenen Wurt vor dem heutigen Stördeich bei Ivenfleth befunden, bis es um 1263 an seinen jetzigen Platz verlegt wurde. Der Ortsname Borsfleth bedeutet so viel wie „Fleet, wo Barsche sind“.
Im Jahre 1263 wurde das Dorf an seinen jetzigen Ort verlegt. In den Jahren 1627 und 1628 wurde es im Dreißigjährigen Krieg fast komplett zerstört und erlitt schon wenige Jahre später, in der Zeit von 1657 bis 1660 im zweiten schwedischen Krieg, erneut schwere Schäden.
Der Ortseingang ist geprägt durch die alte Verlathschleuse mit der über die Kremper Au führenden Brücke. Sie wurde 1994 erneuert. Von hier blickt man direkt auf die Kirche mit dem neugotischen Turm von 1900. Im Kirchdorf befindet sich eine der letzten Klinkerstraßen des Kreises Steinburg. Das alte Pastorat mit seinem rund einen Hektar großen, reich mit Bäumen bestandenen Garten bildet den Mittelpunkt des Kirchdorfes.
Mit dem Abschluss der von 1984 bis 1987 durchgeführten Dorferneuerung brachte die Gemeinde eine Chronik heraus.
Die Borsflether Holländerwindmühle von 1822 wurde abgetragen und ist seit einigen Jahren völlig ortsfremd im Freilichtmuseum Hessenpark zu sehen.

### Gebietsabtretungen
Am 1. Januar 1974 wurde ein Teilgebiet mit damals etwa 30 Einwohnern an die Stadt Glückstadt abgetreten.

## Politik

### Gemeindevertretung
Von den neun Sitzen in der Gemeindevertretung hat die Wählergemeinschaft KWV seit der Kommunalwahl 2023 sechs Sitze und die Wählergemeinschaft BfB hat drei Sitze.

### Wappen
Blasonierung: „In Rot ein schreitender goldener Schwan mit erhobenen Flügeln und silberner Bewehrung.“
Borsfleth zählt zu den so genannten sieben Kremper-Marsch-Dörfern. Diese Gemeinden haben ein einheitliches Wappen. Mehr dazu siehe: Amt Krempermarsch. Die alte Fahne der Kremper Marsch zeigt in Rot einen weißen Schwan mit einer Krone um den Hals. In dieser Form gilt das Wappen seit 500 Jahren für die Landschaft Stormarn. Um der alten Tradition gerecht zu werden, haben die Dörfer der ehemaligen „Kremper-Marsch-Kommüne“ das alte Schwanenwappen in etwas abgeänderter Form und ohne Krone übernommen, wobei von Dorf zu Dorf die Farben zur Unterscheidung wechseln.

## Sehenswürdigkeiten
Neben der „Alten Dorfschule“ aus dem Jahre 1683 stehen in Borsfleth das Pastorat, die St.-Urban-Kirche und das ehemalige Haus Kokemüllers unter Denkmalschutz. Weitere Reetdachhäuser gelten als Kulturdenkmale.
Die Gemeinde wird von restaurierten Fachwerkhäusern geprägt.

## Persönlichkeiten
Der Schriftsteller Helmut Heißenbüttel (1921–1996), lebte viele Jahre in Borsfleth.
Die niederdeutsche Schriftstellerin Elke Wriedt (* 1941) lebt in Borsfleth.

## Bilder

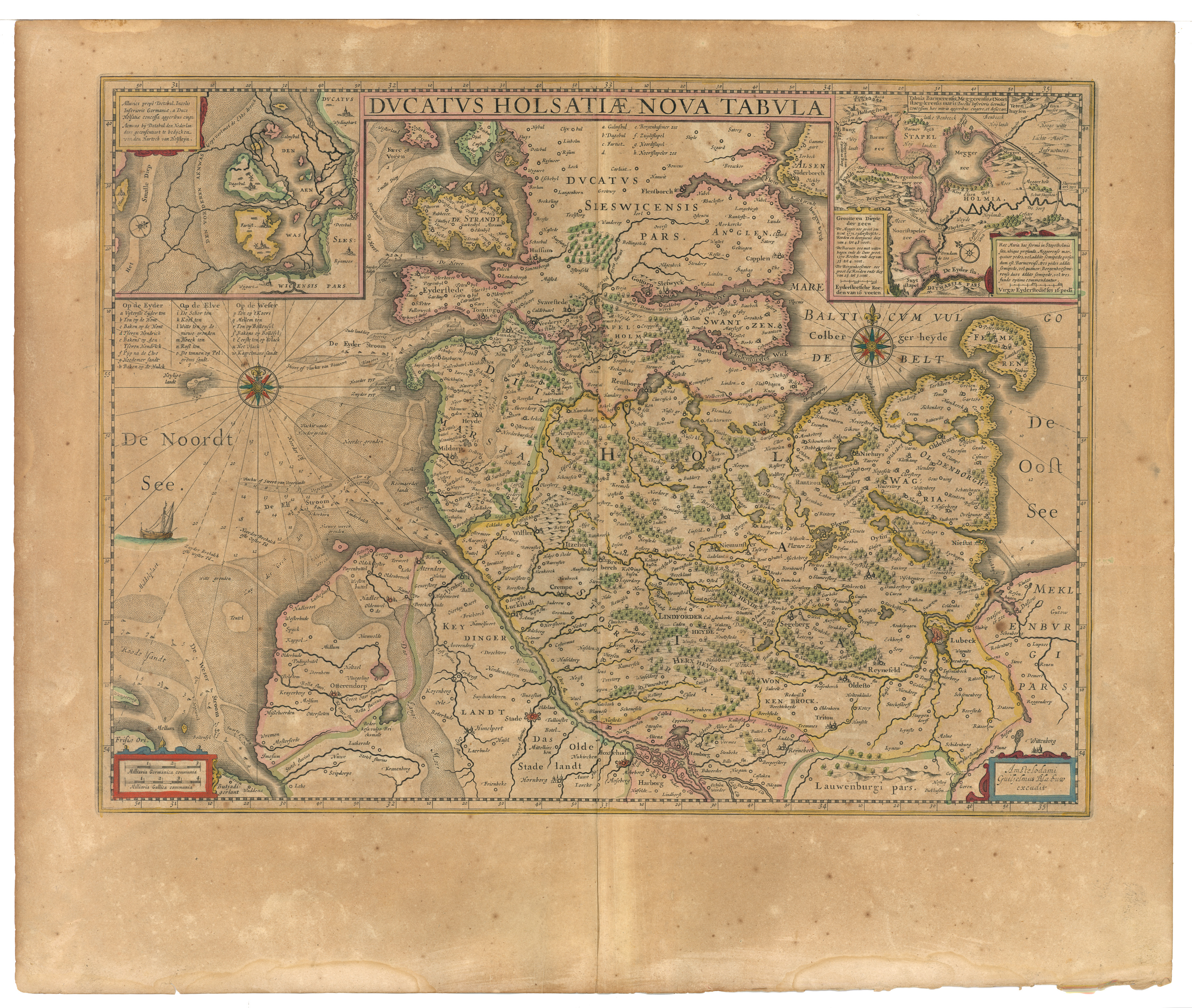
„Borsflete“ 1645 im Atlas Maior von Blaeu
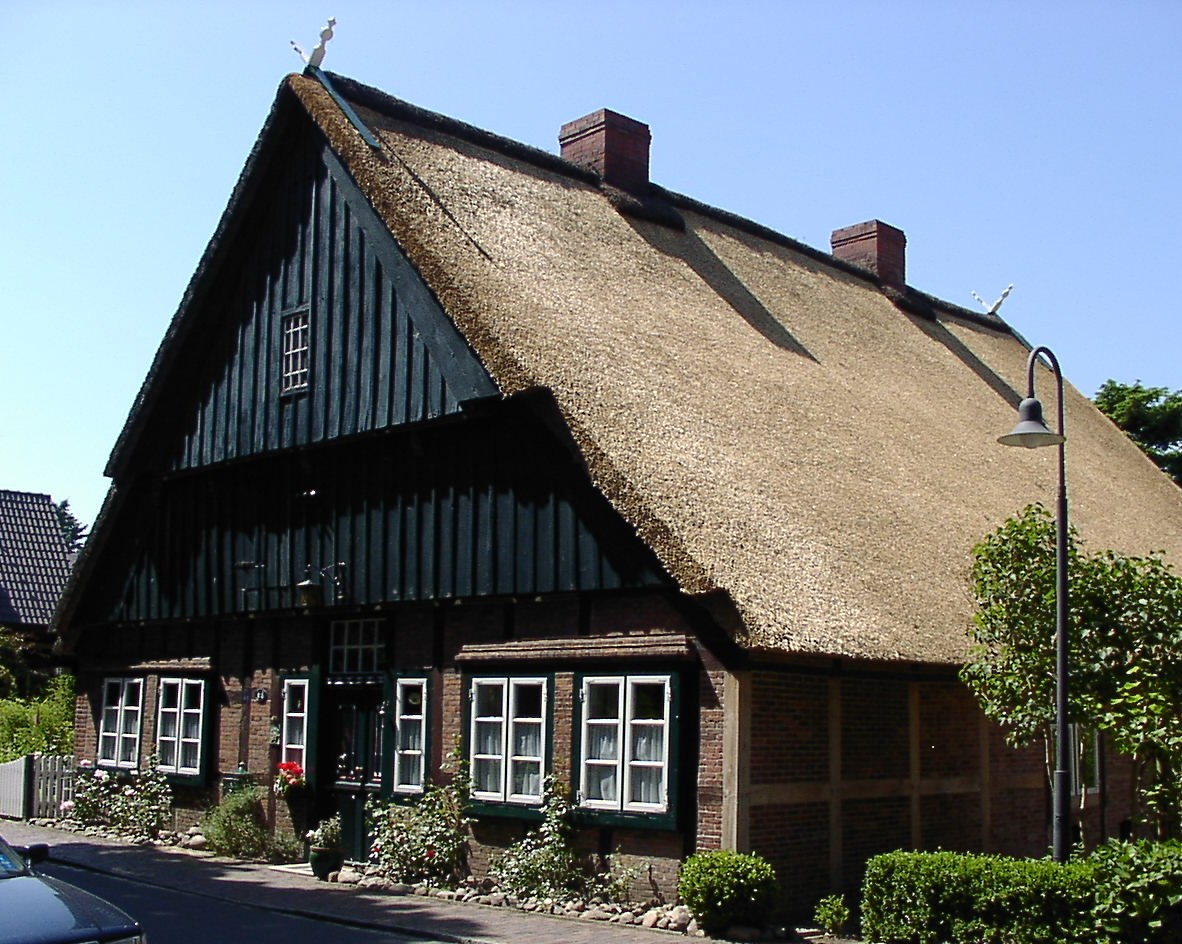
Schule von 1683
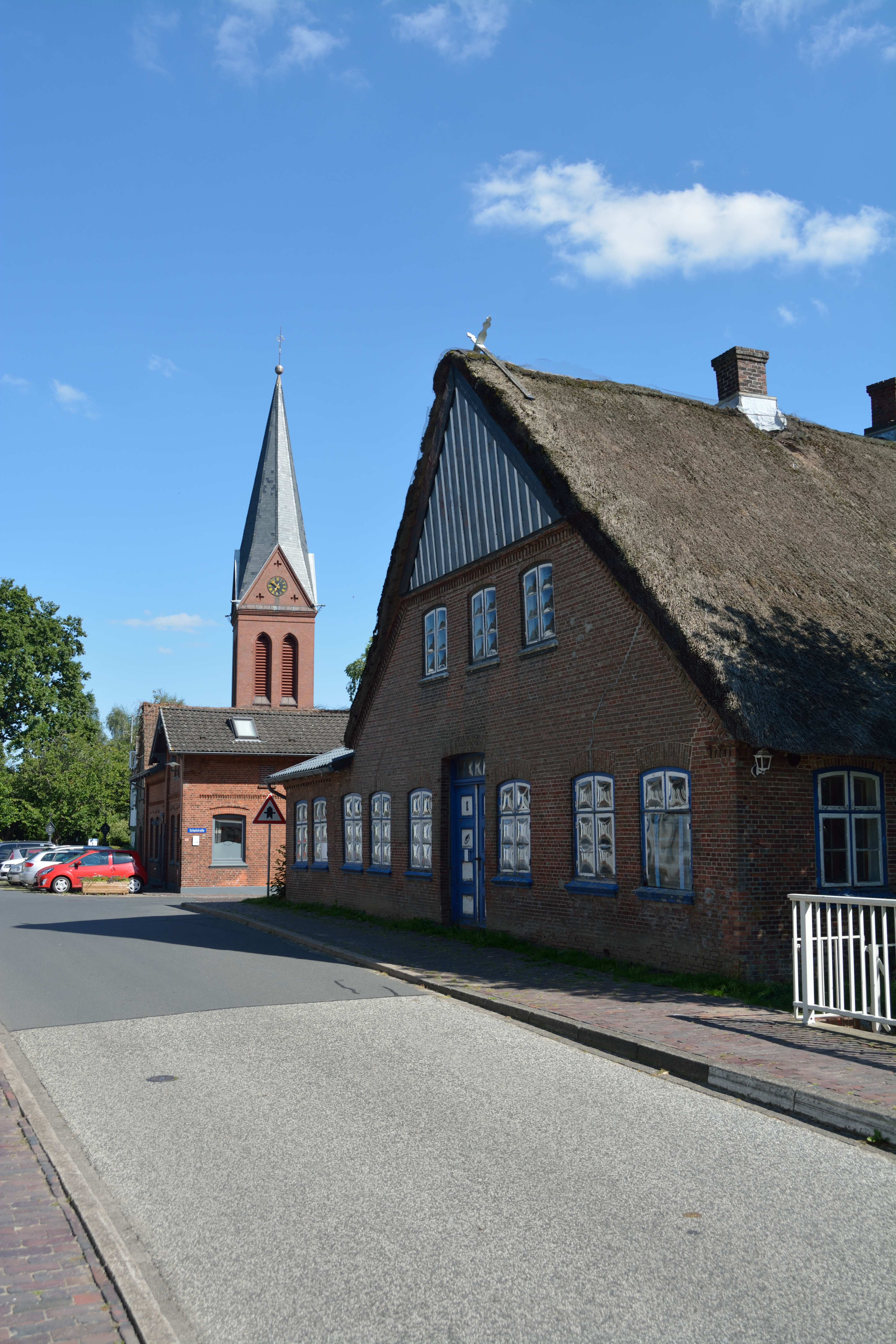
Blick in die Dorfstraße, im Hintergrund die St.-Urban-Kirche
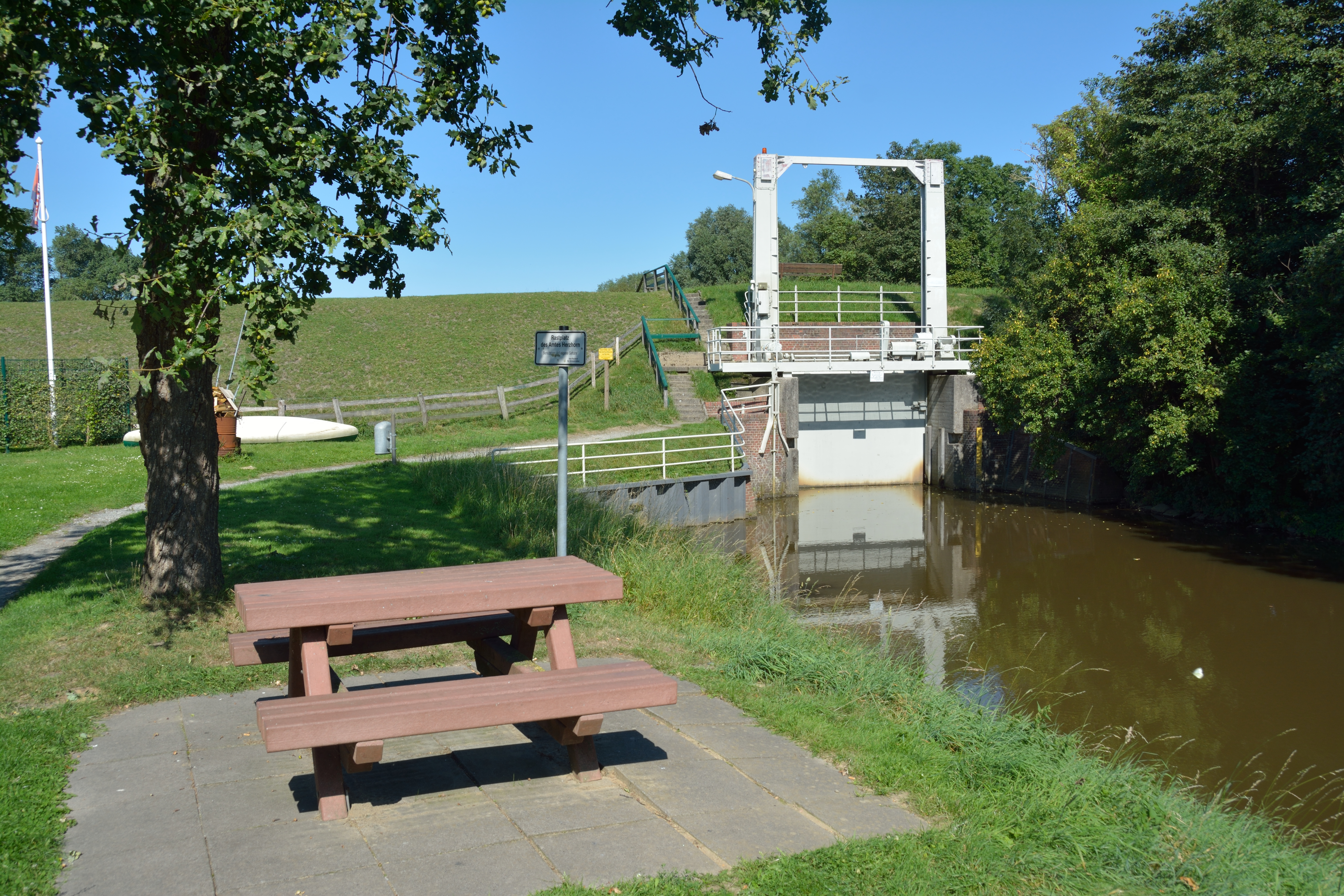
Die Verlathschleuse an der Krempau mit Rastplatz
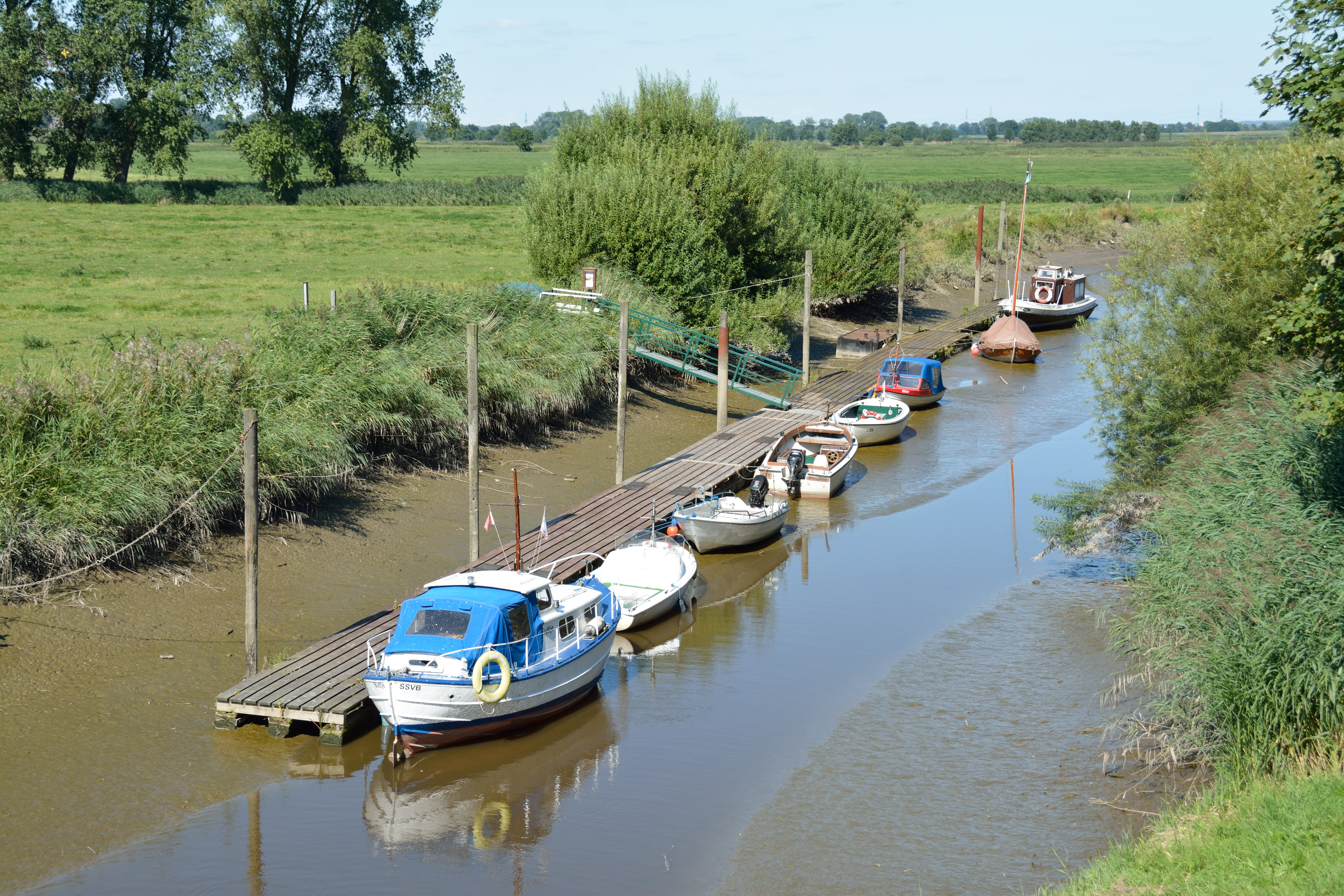
Bootsanlegesteg nach der Verlathschleuse an der Krempau, die Stör hat Ebbe
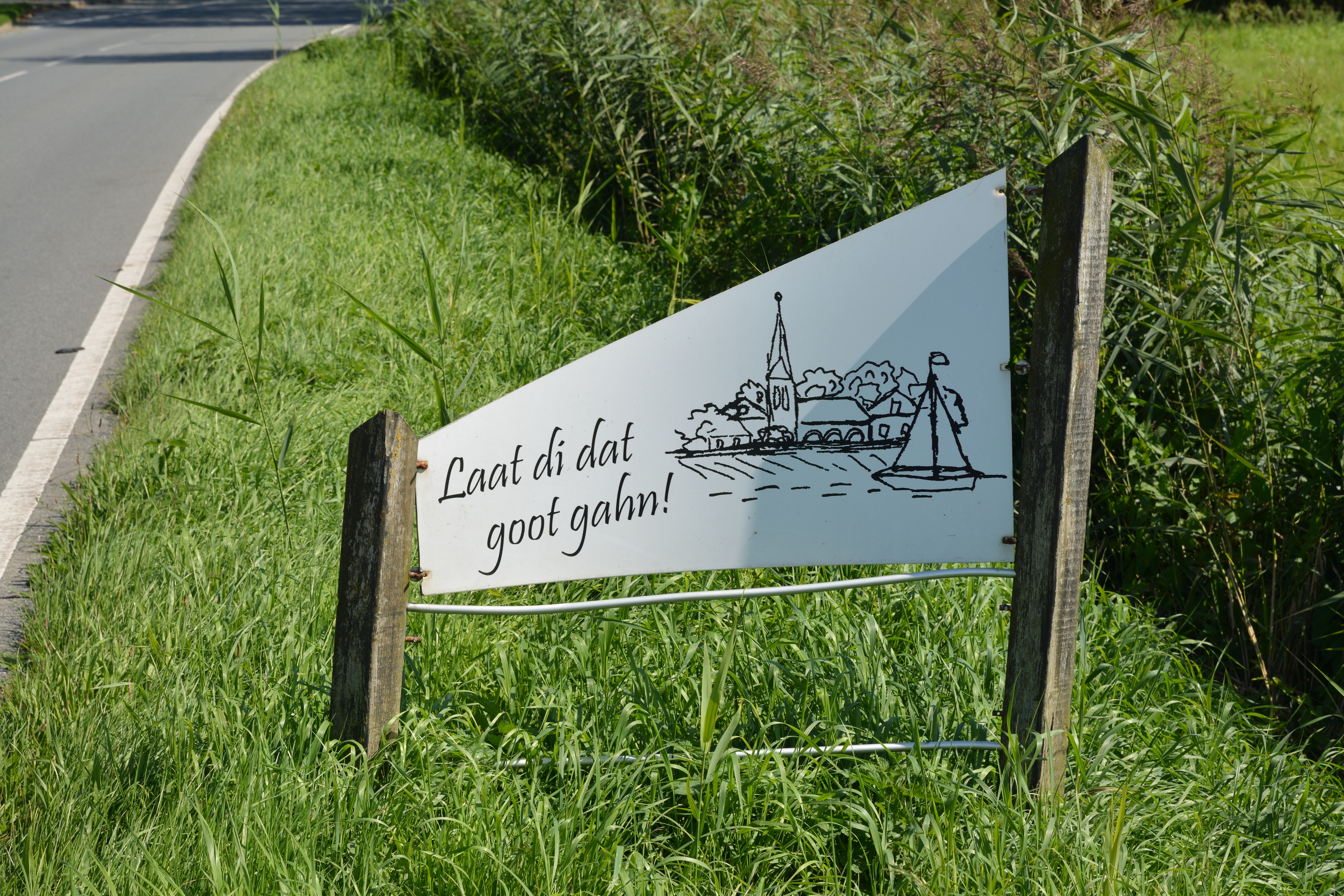
Schild am Ortsausgang